# Önkormányzati választások Balkányban
|                                   | Önkormányzati választások |
| Balkány                           |                           |
| (Szabolcs-Szatmár-Bereg vármegye) |                           |
| városában                         |                           |
| (2004-ig nagyközség)              |                           |

| Időszak   | Polgármester             | Jelölőszervezet | Jelölőszervezet |
| --------- | ------------------------ | --------------- | --------------- |
| 1990–1994 | dr. Kun Bertalan         |                 | –               |
| 1994–1996 | dr. Kun Bertalan         |                 | FKgP–Fidesz     |
| 1996–1998 | Dankó József             |                 | –               |
| 1998–2002 | Dankó József             |                 | FKgP            |
| 2002–2006 | Marjánné dr. Rinyu Ilona |                 | MSZP            |
| 2006–2008 | Marjánné dr. Rinyu Ilona |                 | MSZP            |
| 2008–2010 | Pálosi László            |                 | Fidesz-MPSZ     |
| 2010–2014 | Pálosi László            |                 | Fidesz–KDNP     |
| 2014–2019 | Pálosi László            |                 | Fidesz–KDNP     |
| 2019–2024 | Pálosi László            |                 | Fidesz–KDNP     |
| 2024–2029 | Pálosi László            |                 | Fidesz–KDNP     |

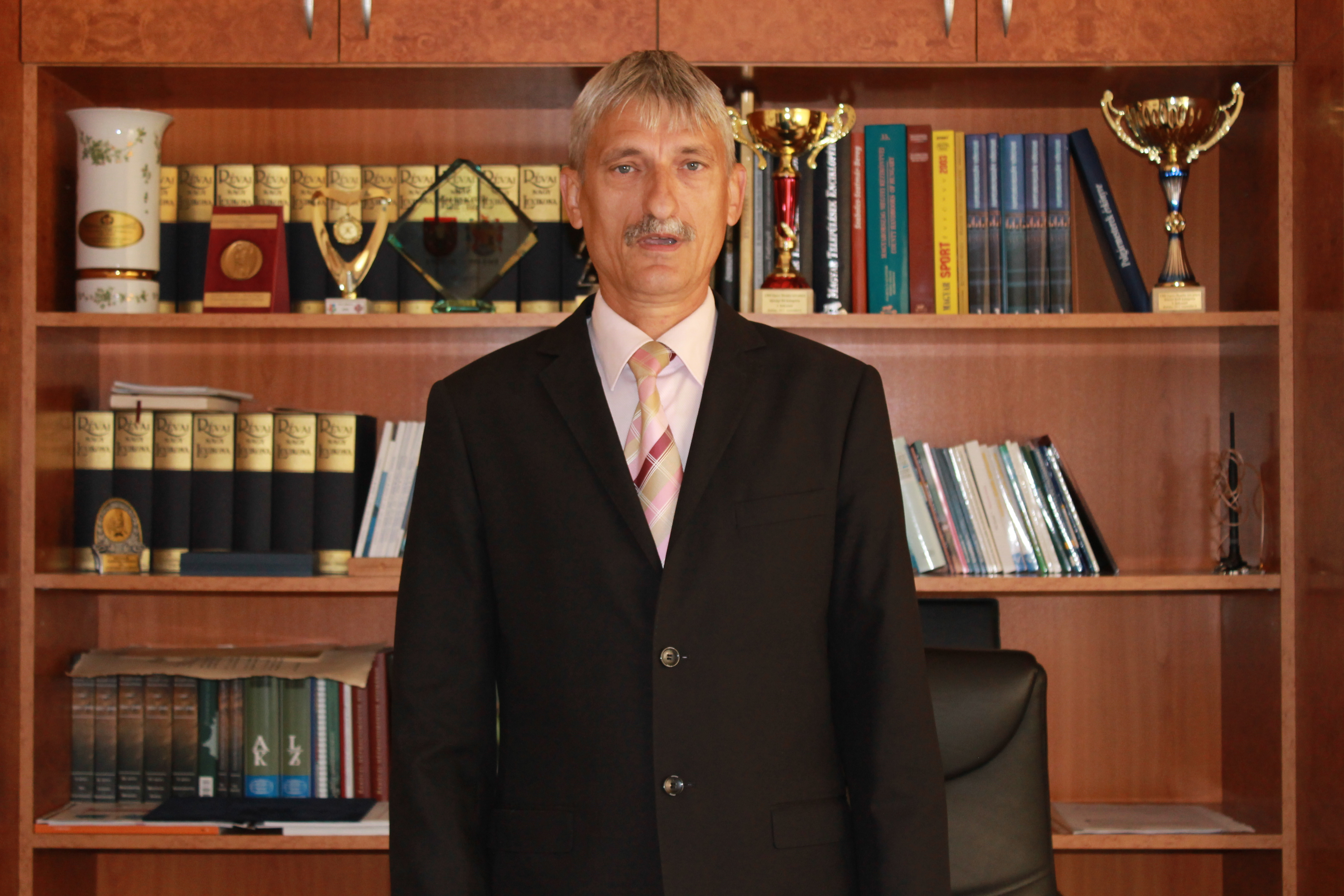
Pálosi László, a város polgármestere 2008 óta

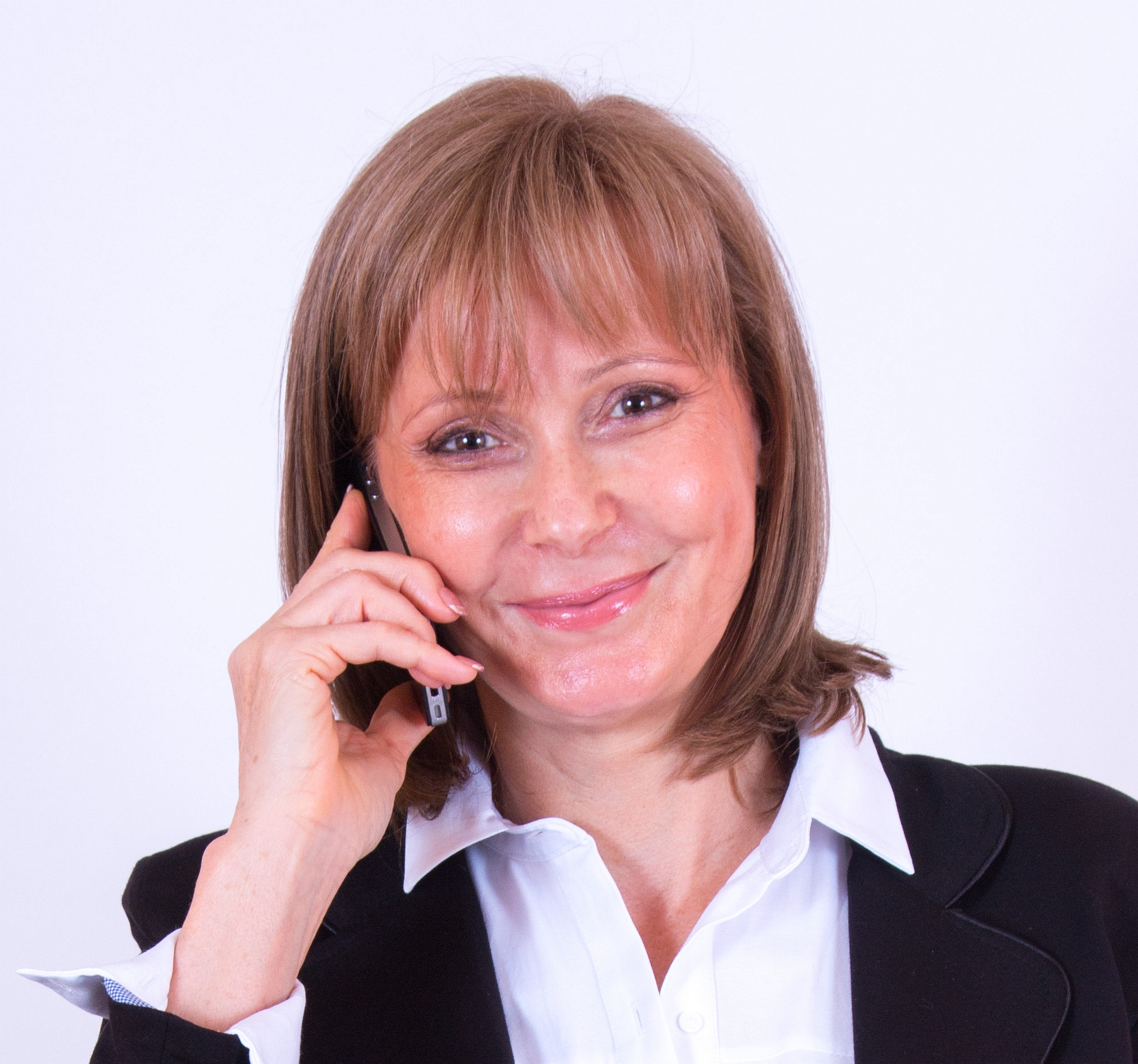
Marjánné dr. Rinyu Ilona, a nagyközség, majd a város polgármestere (2002–2008)

A rendszerváltás utáni Balkányban 1990 és 2019 között kilenc rendes önkormányzati választást, egy időközi polgármester-választást és egy előrehozott önkormányzati választást tartottak. A tizenegy választás során négy polgármester nyerte el a választók többségének bizalmát.
Mivel Balkány lakóinak a száma sosem érte el a tízezer főt, így a képviselőket kislistán választják.
Jelenleg nincsenek elérhető részletes adatok az 1990-es önkormányzati és az 1996-os időközi polgármester-választásról.

## Háttér
A közel hatezer lakosú település Szabolcs-Szatmár-Bereg vármegyében található. A város 1994 és 2014 között a Nagykállói kistérség tagja volt, majd a Nagykállói járás része lett.
A település eredetileg nagyközségi rangot viselt, a városi címet 2004-ben nyerte el.

### Választási alapadatok
A település lakóinak a száma 6 000 és 7 000 körül mozgott a rendszerváltás utáni negyedszázadban.
A város lélekszámából fakadóan a képviselő-testület létszáma előbb 13 fős volt, majd a 2010-es önkormányzati reformot követően 8 fős lett.
Jellemzően a város lakóinak többsége elmegy szavazni, a legmagasabb a részvételi hajlandóság 2002-ben (62%), a legalacsonyabb 2010-ben és 2019-ben (45–46%) volt. (Az 1990-es és az 1996-os választásokról nem állnak rendelkezésre részletes adatok.)
| Önkormányzati választási alapadatok (1990–2024) | Önkormányzati választási alapadatok (1990–2024) | Önkormányzati választási alapadatok (1990–2024) | Önkormányzati választási alapadatok (1990–2024) | Önkormányzati választási alapadatok (1990–2024) | Önkormányzati választási alapadatok (1990–2024) | Önkormányzati választási alapadatok (1990–2024) | Önkormányzati választási alapadatok (1990–2024) |
| Év                                              | Dátum                                           | Lakók                                           | Lakók                                           | Választásra jogosultak                          | Szavazók                                        | Szavazók                                        |                                                 |
| Év                                              | Dátum                                           | száma                                           | +/–                                             | Választásra jogosultak                          | fő                                              | %                                               |                                                 |
| ----------------------------------------------- | ----------------------------------------------- | ----------------------------------------------- | ----------------------------------------------- | ----------------------------------------------- | ----------------------------------------------- | ----------------------------------------------- | ----------------------------------------------- |
| 1990                                            | szeptember 30.                                  | 6 504                                           | (nincs adat)                                    | (nincs adat)                                    | (nincs adat)                                    | (nincs adat)                                    |                                                 |
| 1994                                            | december 11.                                    | 6 495                                           | −9                                              | 4 980                                           | 2 596                                           | 52,13%                                          |                                                 |
| 1996                                            | augusztus 31.                                   | 6 666                                           | 171                                             | (nincs adat)                                    | 2 148                                           |                                                 |                                                 |
| 1998                                            | október 18.                                     | 6 841                                           | 175                                             | 5 080                                           | 2 597                                           | 51,12%                                          |                                                 |
| 2002                                            | október 20.                                     | 6 809                                           | −32                                             | 5 051                                           | 3 124                                           | 61,85%                                          |                                                 |
| 2006                                            | október 1.                                      | 6 757                                           | −52                                             | 5 172                                           | 3 013                                           | 58,26%                                          |                                                 |
| 2008                                            | április 13.                                     | 6 563                                           | −194                                            | 5 147                                           | 3 107                                           | 60,37%                                          |                                                 |
| 2010                                            | október 3.                                      | 6 362                                           | −201                                            | 5 130                                           | 2 297                                           | 44,78%                                          |                                                 |
| 2014                                            | október 12.                                     | 6 431                                           | 69                                              | 5 155                                           | 2 945                                           | 57,13%                                          |                                                 |
| 2019                                            | október 13.                                     | 6 238                                           | −193                                            | 4 982                                           | 2 317                                           | 46,54%                                          |                                                 |
| 2024                                            | június 9.                                       | 5 828                                           | −410                                            | 4 742                                           | 2 625                                           | 55,36%                                          |                                                 |

## Polgármester-választások
| \| 1990 \| |                                            |          |                 |
| Jelölt     | Jelölt                                     | Szavazat | Szavazat        |
|            | dr. Kun Bertalan független                 | n.a.     | n.a.            |
|            | {{{jelölt2}}} –                            |          | {{{százalék2}}} |
|            | {{{jelölt3}}} –                            |          | {{{százalék3}}} |
|            | {{{jelölt4}}} –                            |          | {{{százalék4}}} |
|            | {{{jelölt5}}} –                            |          | {{{százalék5}}} |
|            | {{{jelölt6}}} –                            |          | {{{százalék6}}} |
|            | {{{jelölt7}}} –                            |          | {{{százalék7}}} |
|            | {{{jelölt8}}} –                            |          | {{{százalék8}}} |
|            | {{{jelölt9}}} –                            |          | {{{százalék9}}} |
|            | A további jelöltekről nincs elérhető adat. |          |                 |
|            |                                            |          |                 |
| 1990       |                                            |          |                 |

| \| 1994 \| \| Részvétel: 52,13% \| |                              |                   |                 |
| Jelölt                             | Jelölt                       | Szavazat          | Szavazat        |
|                                    | dr. Kun Bertalan FKgP–Fidesz | 1 503             | 59,31%          |
|                                    | Dankó József független       | 866               | 34,18%          |
|                                    | Keszler János független      | 165               | 6,51%           |
|                                    | {{{jelölt4}}} –              |                   | {{{százalék4}}} |
|                                    | {{{jelölt5}}} –              |                   | {{{százalék5}}} |
|                                    | {{{jelölt6}}} –              |                   | {{{százalék6}}} |
|                                    | {{{jelölt7}}} –              |                   | {{{százalék7}}} |
|                                    | {{{jelölt8}}} –              |                   | {{{százalék8}}} |
|                                    | {{{jelölt9}}} –              |                   | {{{százalék9}}} |
|                                    |                              |                   |                 |
|                                    |                              |                   |                 |
| 1994                               |                              | Részvétel: 52,13% |                 |

| \| 1996 \| Időközi választás \| \| |                                                |          |                 |
| Jelölt                             | Jelölt                                         | Szavazat | Szavazat        |
|                                    | Dankó József független (MDF–KDNP támogatással) | 1 310    | 61%             |
|                                    | Demendi László MSZP                            | 838      | 39%             |
|                                    | Harmadik jelölt (visszalépett) –               | 0        | 0%              |
|                                    | {{{jelölt4}}} –                                |          | {{{százalék4}}} |
|                                    | {{{jelölt5}}} –                                |          | {{{százalék5}}} |
|                                    | {{{jelölt6}}} –                                |          | {{{százalék6}}} |
|                                    | {{{jelölt7}}} –                                |          | {{{százalék7}}} |
|                                    | {{{jelölt8}}} –                                |          | {{{százalék8}}} |
|                                    | {{{jelölt9}}} –                                |          | {{{százalék9}}} |
|                                    |                                                |          |                 |
|                                    |                                                |          |                 |
| 1996                               | Időközi választás                              |          |                 |

| \| 1998 \| \| Részvétel: 51,12% \| |                            |                   |                 |
| Jelölt                             | Jelölt                     | Szavazat          | Szavazat        |
|                                    | Dankó József FKgP          | 1 318             | 51,54%          |
|                                    | Demendi László független   | 734               | 28,71%          |
|                                    | Oláh János 1951 Fidesz-MPP | 515               | 19,75%          |
|                                    | {{{jelölt4}}} –            |                   | {{{százalék4}}} |
|                                    | {{{jelölt5}}} –            |                   | {{{százalék5}}} |
|                                    | {{{jelölt6}}} –            |                   | {{{százalék6}}} |
|                                    | {{{jelölt7}}} –            |                   | {{{százalék7}}} |
|                                    | {{{jelölt8}}} –            |                   | {{{százalék8}}} |
|                                    | {{{jelölt9}}} –            |                   | {{{százalék9}}} |
|                                    |                            |                   |                 |
|                                    |                            |                   |                 |
| 1998                               |                            | Részvétel: 51,12% |                 |

| \| 2002 \| \| Részvétel: 61,85% \| |                               |                   |                 |
| Jelölt                             | Jelölt                        | Szavazat          | Szavazat        |
|                                    | Marjánné dr. Rinyu Ilona MSZP | 1 663             | 53,84%          |
|                                    | Oláh János 1951 Fidesz-MPP    | 1 015             | 32,86%          |
|                                    | Erdei Gyula független         | 360               | 11,65%          |
|                                    | Dankó József független        | 51                | 1,65%           |
|                                    | {{{jelölt5}}} –               |                   | {{{százalék5}}} |
|                                    | {{{jelölt6}}} –               |                   | {{{százalék6}}} |
|                                    | {{{jelölt7}}} –               |                   | {{{százalék7}}} |
|                                    | {{{jelölt8}}} –               |                   | {{{százalék8}}} |
|                                    | {{{jelölt9}}} –               |                   | {{{százalék9}}} |
|                                    |                               |                   |                 |
|                                    |                               |                   |                 |
| 2002                               |                               | Részvétel: 61,85% |                 |

| \| 2006 \| \| Részvétel: 58,26% \| |                                               |                   |                 |
| Jelölt                             | Jelölt                                        | Szavazat          | Szavazat        |
|                                    | Marjánné dr. Rinyu Ilona MSZP                 | 1 493             | 50,37%          |
|                                    | Pálosi László független (Fidesz támogatással) | 1 471             | 49,63%          |
|                                    | {{{jelölt3}}} –                               |                   | {{{százalék3}}} |
|                                    | {{{jelölt4}}} –                               |                   | {{{százalék4}}} |
|                                    | {{{jelölt5}}} –                               |                   | {{{százalék5}}} |
|                                    | {{{jelölt6}}} –                               |                   | {{{százalék6}}} |
|                                    | {{{jelölt7}}} –                               |                   | {{{százalék7}}} |
|                                    | {{{jelölt8}}} –                               |                   | {{{százalék8}}} |
|                                    | {{{jelölt9}}} –                               |                   | {{{százalék9}}} |
|                                    |                                               |                   |                 |
|                                    |                                               |                   |                 |
| 2006                               |                                               | Részvétel: 58,26% |                 |

| \| 2008 \| Időközi választás \| Részvétel: 60,37% \| |                                   |                   |                 |
| Jelölt                                               | Jelölt                            | Szavazat          | Szavazat        |
|                                                      | Pálosi László Fidesz-MPSZ         | 1 570             | 51,34%          |
|                                                      | Marjánné dr. Rinyu Ilona MSZP–ÖBE | 1 488             | 48,66%          |
|                                                      | {{{jelölt3}}} –                   |                   | {{{százalék3}}} |
|                                                      | {{{jelölt4}}} –                   |                   | {{{százalék4}}} |
|                                                      | {{{jelölt5}}} –                   |                   | {{{százalék5}}} |
|                                                      | {{{jelölt6}}} –                   |                   | {{{százalék6}}} |
|                                                      | {{{jelölt7}}} –                   |                   | {{{százalék7}}} |
|                                                      | {{{jelölt8}}} –                   |                   | {{{százalék8}}} |
|                                                      | {{{jelölt9}}} –                   |                   | {{{százalék9}}} |
|                                                      |                                   |                   |                 |
|                                                      |                                   |                   |                 |
| 2008                                                 | Időközi választás                 | Részvétel: 60,37% |                 |

| \| 2010 \| \| Részvétel: 44,78% \| |                           |                   |                 |
| Jelölt                             | Jelölt                    | Szavazat          | Szavazat        |
|                                    | Pálosi László Fidesz–KDNP | 1 585             | 71,11%          |
|                                    | Keszler János MSZP        | 644               | 28,89%          |
|                                    | {{{jelölt3}}} –           |                   | {{{százalék3}}} |
|                                    | {{{jelölt4}}} –           |                   | {{{százalék4}}} |
|                                    | {{{jelölt5}}} –           |                   | {{{százalék5}}} |
|                                    | {{{jelölt6}}} –           |                   | {{{százalék6}}} |
|                                    | {{{jelölt7}}} –           |                   | {{{százalék7}}} |
|                                    | {{{jelölt8}}} –           |                   | {{{százalék8}}} |
|                                    | {{{jelölt9}}} –           |                   | {{{százalék9}}} |
|                                    |                           |                   |                 |
|                                    |                           |                   |                 |
| 2010                               |                           | Részvétel: 44,78% |                 |

| \| 2014 \| \| Részvétel: 57,13% \| |                                    |                   |                 |
| Jelölt                             | Jelölt                             | Szavazat          | Szavazat        |
|                                    | Pálosi László Fidesz–KDNP          | 1 490             | 51,38%          |
|                                    | Marjánné dr. Rinyu Ilona független | 1 410             | 48,62%          |
|                                    | {{{jelölt3}}} –                    |                   | {{{százalék3}}} |
|                                    | {{{jelölt4}}} –                    |                   | {{{százalék4}}} |
|                                    | {{{jelölt5}}} –                    |                   | {{{százalék5}}} |
|                                    | {{{jelölt6}}} –                    |                   | {{{százalék6}}} |
|                                    | {{{jelölt7}}} –                    |                   | {{{százalék7}}} |
|                                    | {{{jelölt8}}} –                    |                   | {{{százalék8}}} |
|                                    | {{{jelölt9}}} –                    |                   | {{{százalék9}}} |
|                                    |                                    |                   |                 |
|                                    |                                    |                   |                 |
| 2014                               |                                    | Részvétel: 57,13% |                 |

| \| 2019 \| \| Részvétel: 46,54% \| |                               |                   |                 |
| Jelölt                             | Jelölt                        | Szavazat          | Szavazat        |
|                                    | Pálosi László Fidesz–KDNP     | 1 645             | 72,56%          |
|                                    | Áncsák János István független | 622               | 27,44%          |
|                                    | {{{jelölt3}}} –               |                   | {{{százalék3}}} |
|                                    | {{{jelölt4}}} –               |                   | {{{százalék4}}} |
|                                    | {{{jelölt5}}} –               |                   | {{{százalék5}}} |
|                                    | {{{jelölt6}}} –               |                   | {{{százalék6}}} |
|                                    | {{{jelölt7}}} –               |                   | {{{százalék7}}} |
|                                    | {{{jelölt8}}} –               |                   | {{{százalék8}}} |
|                                    | {{{jelölt9}}} –               |                   | {{{százalék9}}} |
|                                    |                               |                   |                 |
|                                    |                               |                   |                 |
| 2019                               |                               | Részvétel: 46,54% |                 |

| \| 2024 \| \| Részvétel: 55,36% \| |                             |                   |                 |
| Jelölt                             | Jelölt                      | Szavazat          | Szavazat        |
|                                    | Pálosi László Fidesz–KDNP   | 1 554             | 60,51%          |
|                                    | Keszler Krisztián független | 1 014             | 39,49%          |
|                                    | {{{jelölt3}}} –             |                   | {{{százalék3}}} |
|                                    | {{{jelölt4}}} –             |                   | {{{százalék4}}} |
|                                    | {{{jelölt5}}} –             |                   | {{{százalék5}}} |
|                                    | {{{jelölt6}}} –             |                   | {{{százalék6}}} |
|                                    | {{{jelölt7}}} –             |                   | {{{százalék7}}} |
|                                    | {{{jelölt8}}} –             |                   | {{{százalék8}}} |
|                                    | {{{jelölt9}}} –             |                   | {{{százalék9}}} |
|                                    |                             |                   |                 |
|                                    |                             |                   |                 |
| 2024                               |                             | Részvétel: 55,36% |                 |

| A polgármester-választások áttekintő táblázata | A polgármester-választások áttekintő táblázata | A polgármester-választások áttekintő táblázata | A polgármester-választások áttekintő táblázata | A polgármester-választások áttekintő táblázata | A polgármester-választások áttekintő táblázata | A polgármester-választások áttekintő táblázata | A polgármester-választások áttekintő táblázata |
| Év                                             | Megválasztott polgármester                     | Megválasztott polgármester                     | Megválasztott polgármester                     | Szavazat                                       | Szavazat                                       | Előny a 2. előtt (%p)                          |                                                |
| Év                                             | név                                            | szervezet                                      | szervezet                                      | db                                             | érv.%                                          | Előny a 2. előtt (%p)                          |                                                |
| ---------------------------------------------- | ---------------------------------------------- | ---------------------------------------------- | ---------------------------------------------- | ---------------------------------------------- | ---------------------------------------------- | ---------------------------------------------- | ---------------------------------------------- |
| 1990                                           | dr. Kun Bertalan                               |                                                | független                                      | (nincs adat)                                   | (nincs adat)                                   | (nincs adat)                                   |                                                |
| 1994                                           | dr. Kun Bertalan                               |                                                | FKgP–Fidesz                                    | 1503                                           | 59,31%                                         | +25                                            |                                                |
| 1996                                           | Dankó József                                   |                                                | független                                      | 1310                                           | 61%                                            | +22                                            |                                                |
| 1998                                           | Dankó József                                   |                                                | FKgP                                           | 1318                                           | 51,54%                                         | +23                                            |                                                |
| 2002                                           | Marjánné dr. Rinyu Ilona                       |                                                | MSZP                                           | 1663                                           | 53,84%                                         | +21                                            |                                                |
| 2006                                           | Marjánné dr. Rinyu Ilona                       |                                                | MSZP                                           | 1493                                           | 50,37%                                         | +1                                             |                                                |
| 2008                                           | Pálosi László                                  |                                                | Fidesz-MPSZ                                    | 1570                                           | 51,34%                                         | +3                                             |                                                |
| 2010                                           | Pálosi László                                  |                                                | Fidesz–KDNP                                    | 1585                                           | 71,11%                                         | +42                                            |                                                |
| 2014                                           | Pálosi László                                  |                                                | Fidesz–KDNP                                    | 1490                                           | 51,38%                                         | +3                                             |                                                |
| 2019                                           | Pálosi László                                  |                                                | Fidesz–KDNP                                    | 1645                                           | 72,56%                                         | +45                                            |                                                |
| 2024                                           | Pálosi László                                  |                                                | Fidesz–KDNP                                    | 1554                                           | 60,51%                                         | +21                                            |                                                |

| 1990 | n.a. | – | (nincs adat) | (nincs adat) | (nincs adat) | (nincs adat) |
| 1994 | 3    | ✓ | 4 980        | 52,13%       | 2 596        | 2,27%        |
| 1996 | 2    | ✗ | (nincs adat) | (nincs adat) | 2 148        | (nincs adat) |
| 1998 | 3    | ✓ | 5 080        | 51,12%       | 2 597        | 1,42%        |
| 2002 | 4    | ✓ | 5 051        | 61,85%       | 3 224        | 1,12%        |
| 2006 | 2    | ✓ | 5 172        | 58,26%       | 3 013        | 1,56%        |
| 2008 | 2    | ✓ | 5 147        | 60,37%       | 3 107        | 1,51%        |
| 2010 | 2    | ✓ | 5 130        | 44,78%       | 2 297        | 2,87%        |
| 2014 | 2    | ✓ | 5 155        | 57,13%       | 2 945        | 1,49%        |
| 2019 | 2    | ✓ | 4 982        | 46,54%       | 2 317        | 2,16%        |
| 2024 | 2    | ✓ | 4 742        | 55,36%       | 2 625        | 2,17%        |

| Részletes polgármester-választási eredmények (1994 óta) | Részletes polgármester-választási eredmények (1994 óta) | Részletes polgármester-választási eredmények (1994 óta) | Részletes polgármester-választási eredmények (1994 óta) | Részletes polgármester-választási eredmények (1994 óta) | Részletes polgármester-választási eredmények (1994 óta) | Részletes polgármester-választási eredmények (1994 óta) | Részletes polgármester-választási eredmények (1994 óta) |
| Év                                                      | Polgármester-jelölt                                     | Polgármester-jelölt                                     | Polgármester-jelölt                                     | #.                                                      | Szavazat                                                | Szavazat                                                | Szavazat                                                |
| Év                                                      | név                                                     | szervezet                                               | szervezet                                               | #.                                                      | db                                                      | jogosultak arányában                                    | érvényes szavazatok arányában                           |
| ------------------------------------------------------- | ------------------------------------------------------- | ------------------------------------------------------- | ------------------------------------------------------- | ------------------------------------------------------- | ------------------------------------------------------- | ------------------------------------------------------- | ------------------------------------------------------- |
| 1994                                                    | dr. Kun Bertalan                                        |                                                         | FKGP–Fidesz                                             | 1.                                                      | 1 503                                                   | 30,18%                                                  | 59,31%                                                  |
| 1994                                                    | Dankó József                                            |                                                         | –                                                       | 2.                                                      | 866                                                     | 17,39%                                                  | 34,18%                                                  |
| 1994                                                    | Keszler János                                           |                                                         | –                                                       | 3.                                                      | 165                                                     | 3,31%                                                   | 6,51%                                                   |
| 1996                                                    | Dankó József                                            |                                                         | –                                                       | 1.                                                      | 1 310                                                   | N/A                                                     | 61%                                                     |
| 1996                                                    | Demendi László                                          |                                                         | MSZP                                                    | 2.                                                      | 838                                                     | N/A                                                     | 39%                                                     |
| 1998                                                    | Dankó József                                            |                                                         | FKGP                                                    | 1.                                                      | 1 318                                                   | 25,94%                                                  | 51,54%                                                  |
| 1998                                                    | Demendi László                                          |                                                         | –                                                       | 2.                                                      | 734                                                     | 14,45%                                                  | 28,71%                                                  |
| 1998                                                    | Oláh János 1951                                         |                                                         | Fidesz-MPP                                              | 3.                                                      | 515                                                     | 10,14%                                                  | 19,75%                                                  |
| 2002                                                    | Marjánné dr. Rinyu Ilona                                |                                                         | MSZP                                                    | 1.                                                      | 1 663                                                   | 32,92%                                                  | 53,84%                                                  |
| 2002                                                    | Oláh János 1951                                         |                                                         | Fidesz-MPP                                              | 2.                                                      | 1 015                                                   | 20,1%                                                   | 32,86%                                                  |
| 2002                                                    | Erdei Gyula                                             |                                                         | –                                                       | 3.                                                      | 360                                                     | 7,13%                                                   | 11,65%                                                  |
| 2002                                                    | Dankó József                                            |                                                         | –                                                       | 4.                                                      | 51                                                      | 1%                                                      | 1,65%                                                   |
| 2006                                                    | Marjánné dr. Rinyu Ilona                                |                                                         | MSZP                                                    | 1.                                                      | 1 493                                                   | 28,87%                                                  | 50,37%                                                  |
| 2006                                                    | Pálosi László                                           |                                                         | –                                                       | 2.                                                      | 1 471                                                   | 28,44%                                                  | 49,63%                                                  |
| 2008                                                    | Pálosi László                                           |                                                         | Fidesz-MPSZ                                             | 1.                                                      | 1 570                                                   | 30,5%                                                   | 51,34%                                                  |
| 2008                                                    | Marjánné dr. Rinyu Ilona                                |                                                         | MSZP–ÖBE                                                | 2.                                                      | 1 488                                                   | 28,91%                                                  | 48,66%                                                  |
| 2010                                                    | Pálosi László                                           |                                                         | Fidesz-KDNP                                             | 1.                                                      | 1 585                                                   | 30,9%                                                   | 71,11%                                                  |
| 2010                                                    | Keszler János                                           |                                                         | MSZP                                                    | 2.                                                      | 644                                                     | 12,55%                                                  | 28,89%                                                  |
| 2014                                                    | Pálosi László                                           |                                                         | Fidesz-KDNP                                             | 1.                                                      | 1 490                                                   | 28,9%                                                   | 51,38%                                                  |
| 2014                                                    | Marjánné dr. Rinyu Ilona                                |                                                         | –                                                       | 2.                                                      | 1 410                                                   | 27,35%                                                  | 48,62%                                                  |
| 2019                                                    | Pálosi László                                           |                                                         | Fidesz-KDNP                                             | 1.                                                      | 1 645                                                   | 33,02%                                                  | 72,56%                                                  |
| 2019                                                    | Áncsák János István                                     |                                                         | –                                                       | 2.                                                      | 622                                                     | 12,48%                                                  | 27,44%                                                  |
| 2024                                                    | Pálosi László                                           |                                                         | Fidesz-KDNP                                             | 1.                                                      | 1 554                                                   | 32,77%                                                  | 60,51%                                                  |
| 2024                                                    | Keszler Krisztián                                       |                                                         | –                                                       | 2.                                                      | 1 014                                                   | 21,38%                                                  | 39,49%                                                  |

## Egyéni listás választások
| Képviselő            | Szervezet | Szervezet     | Szavazat |
| -------------------- | --------- | ------------- | -------- |
| dr. Felföldi Róbert  |           | FKgP–Fidesz   | 1007     |
| dr. Budaházy Gusztáv |           | MSZP–MDF–KDNP | 930      |
| Oláh János 1959      |           | FKgP–Fidesz   | 902      |
| Barnucz Jánosné      |           | FKgP–Fidesz   | 856      |
| Felföldi Andrásné    |           | FKgP–Fidesz   | 810      |
| Dankó József         |           | –             | 741      |
| Oláh János 1951      |           | FKgP–Fidesz   | 732      |
| dr. Krausz Heidrun   |           | MSZP–MDF–KDNP | 728      |
| Baboss Csoma         |           | –             | 642      |
| Réti Gáborné         |           | MSZP–MDF–KDNP | 632      |
| Németh Kornél        |           | FKgP–Fidesz   | 605      |
| Demendi László       |           | –             | 586      |
| Szalai Zoltán        |           | FKgP–Fidesz   | 575      |
| \| 7 \| 3 \| 3 \|    |           |               |          |
| 7                    | 3         | 3             |          |

| Képviselő               | Szervezet | Szervezet  | Szavazat |
| ----------------------- | --------- | ---------- | -------- |
| Sajtos Sándor           |           | –          | 1065     |
| Győri Pál               |           | –          | 845      |
| Demendi László          |           | –          | 833      |
| Karóczkai Istvánné      |           | –          | 798      |
| Sári Jánosné            |           | –          | 784      |
| Laczkó Jánosné          |           | –          | 751      |
| Tóth József             |           | –          | 700      |
| Kerezsi Csaba           |           | –          | 691      |
| Terjéki Ferenc          |           | –          | 679      |
| Karsai István           |           | –          | 674      |
| dr. Paraicz Ervin Tamás |           | Fidesz-MPP | 672      |
| Baboss Csoma            |           | –          | 637      |
| Hetey Vilma             |           | –          | 616      |
| \| 12 \| 1 \|           |           |            |          |
| 12                      | 1         |            |          |

| Képviselő               | Szervezet | Szervezet  | Szavazat |
| ----------------------- | --------- | ---------- | -------- |
| Papp István             |           | –          | 1467     |
| dr. Paraicz Ervin Tamás |           | Fidesz-MPP | 1217     |
| Járási Edit             |           | –          | 1186     |
| Oláh János 1951         |           | Fidesz-MPP | 1145     |
| Sári Jánosné            |           | –          | 1009     |
| Hetey Vilma             |           | –          | 953      |
| Keszler János           |           | MSZP       | 922      |
| Gondor Istvánné         |           | MSZP       | 900      |
| Rácz Imre István        |           | Fidesz-MPP | 884      |
| Bíró János              |           | –          | 882      |
| Halmos János József     |           | –          | 874      |
| Mezei Ferenc            |           | –          | 831      |
| Pálosi László           |           | Fidesz-MPP | 804      |
| \| 7 \| 4 \| 2 \|       |           |            |          |
| 7                       | 4         | 2          |          |

| Képviselő                 | Szervezet | Szervezet | Szavazat |
| ------------------------- | --------- | --------- | -------- |
| dr. Szilágyi László Zsolt |           | –         | 1650     |
| Oláh János 1959           |           | –         | 1571     |
| Pálosi László             |           | –         | 1560     |
| Oláh János 1951           |           | –         | 1234     |
| dr. Paraicz Ervin Tamás   |           | –         | 1217     |
| Demendi László            |           | MSZP      | 1171     |
| Papp István               |           | –         | 1165     |
| Rácz Imre István          |           | –         | 1026     |
| Keszler János             |           | MSZP      | 994      |
| Halmos János József       |           | –         | 957      |
| Győri István              |           | –         | 888      |
| Járási Edit               |           | –         | 853      |
| Néző Ferenc               |           | –         | 839      |
| \| 11 \| 2 \|             |           |           |          |
| 11                        | 2         |           |          |

| dr. Szilágyi László Zsolt        |   | Fidesz-MPSZ        | 1659 |   |   |
| Oláh János 1959                  |   | Fidesz-MPSZ        | 1532 |   |   |
| dr. Paraicz Ervin Tamás          |   | –                  | 1497 |   |   |
| Oláh János 1951                  |   | Fidesz-MPSZ–MAGOSZ | 1333 |   |   |
| Marjánné dr. Rinyu Ilona         |   | MSZP–ÖBE           | 1300 |   |   |
| Járási Edit                      |   | ÖBE                | 1188 |   |   |
| Demendi László                   |   | MSZP–ÖBE           | 1173 |   |   |
| Keszler János                    |   | MSZP–ÖBE           | 1172 |   |   |
| Papp István                      |   | –                  | 1120 |   |   |
| Győri István                     |   | –                  | 1056 |   |   |
| Rácz Imre István                 |   | MAGOSZ             | 1055 |   |   |
| Halmos János József              |   | ÖBE                | 1037 |   |   |
| Kiss Sándorné                    |   | –                  | 997  |   |   |
| \| 4 \| 3 \| 2 \| 2 \| 1 \| 1 \| |   |                    |      |   |   |
| 4                                | 3 | 2                  | 2    | 1 | 1 |

| Képviselő              | Szervezet | Szervezet          | Szavazat |
| ---------------------- | --------- | ------------------ | -------- |
| Oláh János 1959        |           | Fidesz–KDNP        | 1232     |
| Oláh János 1951        |           | Fidesz–KDNP–MAGOSZ | 1177     |
| Papp István            |           | –                  | 965      |
| Győri István           |           | –                  | 852      |
| Kiss Sándorné          |           | –                  | 815      |
| Karsai István          |           | –                  | 758      |
| Keszler János          |           | MSZP               | 753      |
| Rácz Imre István       |           | Fidesz–KDNP–MAGOSZ | 714      |
| \| 4 \| 2 \| 1 \| 1 \| |           |                    |          |
| 4                      | 2         | 1                  | 1        |

| Képviselő                | Szervezet | Szervezet   | Szavazat |
| ------------------------ | --------- | ----------- | -------- |
| Papp István              |           | –           | 1336     |
| Oláh János 1959          |           | Fidesz–KDNP | 1331     |
| Oláh János 1951          |           | Fidesz–KDNP | 1198     |
| Karsai István            |           | –           | 1160     |
| Marjánné dr. Rinyu Ilona |           | –           | 1150     |
| Oláh János 1976          |           | Fidesz–KDNP | 1081     |
| Bánházi Barnabás         |           | –           | 1066     |
| Marján János             |           | –           | 1054     |
| \| 5 \| 3 \|             |           |             |          |
| 5                        | 3         |             |          |

| Képviselő             | Szervezet | Szervezet   | Szavazat |
| --------------------- | --------- | ----------- | -------- |
| Papp István           |           | –           | 1291     |
| Oláh János 1959       |           | Fidesz–KDNP | 1167     |
| Oláh János 1951       |           | Fidesz–KDNP | 1159     |
| Kiss Sándorné         |           | –           | 978      |
| Oláh János 1976       |           | Fidesz–KDNP | 920      |
| Molnárné Kiss Katalin |           | –           | 918      |
| Karsai István         |           | –           | 773      |
| Molnár Zoltán József  |           | –           | 682      |
| \| 5 \| 3 \|          |           |             |          |
| 5                     | 3         |             |          |

| Képviselő             | Szervezet | Szervezet   | Szavazat |
| --------------------- | --------- | ----------- | -------- |
| Papp István           |           | –           | 1532     |
| Kiss Sándorné         |           | –           | 1214     |
| Oláh János 1976       |           | Fidesz–KDNP | 1148     |
| Molnár Zoltán József  |           | –           | 1133     |
| Oláh János 1951       |           | Fidesz–KDNP | 1130     |
| Molnárné Kiss Katalin |           | –           | 1119     |
| Oláh János 1959       |           | Fidesz–KDNP | 1078     |
| Morvai Imre           |           | –           | 1009     |
| \| 5 \| 3 \|          |           |             |          |
| 5                     | 3         |             |          |

## Kisebbségi választások
1994 óta minden választáson létrejött a kisebbségi roma önkormányzat is Balkányban.